# Dommage (droit)
Pour les articles homonymes, voir Dommage.
En droit, le dommage est la conséquence patrimoniale  et extra-patrimoniale d’une atteinte aux biens de la personne ou à la personne elle-même. Il est très proche d’une autre notion qui est le préjudice mais cette différence est subtile et doctrinale. Le dommage c’est l’atteinte tandis que le préjudice est la conséquence de cette atteinte.
Le concept de dommage est surtout présent en droit de la responsabilité civile où il permet d'établir le montant d'indemnisation auquel aura droit la victime d'une faute.

## Droit français
En droit français, le dommage est l'atteinte à l'intérêt patrimonial ou extra-patrimonial d'une personne physique ou morale (la victime). La victime peut être « immédiate », c'est-à-dire lorsqu'elle subit le préjudice de façon immédiate. Elle peut être également « par ricochet », c'est-à-dire lorsqu'elle subit le préjudice de façon médiate, donc par l'intermédiaire de la victime d'un préjudice. Il existerait trois types de dommages : le dommage corporel, le dommage matériel et le dommage moral. Mais parce que cette présentation n'est qu'une construction juridique qui s'avère être de moins en moins adaptée à la réalité qu'elle entend régir, certains auteurs s'appuient sur l'aspect juridique et nécessairement artificiel de la notion pour la faire évoluer et proposer ainsi une conception différente.
En vertu de l'adage “Nemo ex alterius facto praegravari debet », on sait que le principe de la réparation intégrale du préjudice induit que tout le préjudice doit être réparé. Il s’agit d’une application de l’ancien article 1149 du code civil devenu à droit constant le nouvel article 1231-2 : “Les dommages et intérêts dus au créancier sont, en général, de la perte qu'il a faite et du gain dont il a été privé, sauf les exceptions et modifications ci-après. 

## Droit québécois
En droit québécois, l'obligation de réparer le dommage à autrui était énoncé à l'article 1053 du Code civil du Bas-Canada. Cette loi a été remplacée par le Code civil du Québec,  qui énonce plutôt l'obligation de ne pas causer de préjudice à autrui à l'art. 1457 C.c.Q. Les tribunaux ont déterminé que l'utilisation du terme préjudice plutôt que dommage dans la nouvelle loi est un changement de type cosmétique qui n'affecte pas le droit substantiel. D'après la décision Dorval c. Montréal (Ville de) de la Cour d'appel du Québec, le législateur voulait éviter d'entretenir l'ambiguïté entre le dommage et les dommages-intérêts. En s'appuyant sur les ouvrages doctrinaux des professeurs Maurice Tancelin et Sophie Morin, la Cour d'appel a jugé que le préjudice de l'art. 1457 C.c.Q. inclut implicitement le dommage. Ce jugement de la Cour d'appel a été confirmé par la Cour suprême du Canada. 
Bien qu'elle souligne le caractère cosmétique de ce changement législatif, la Cour d'appel maintient une distinction sémantique entre le dommage et le préjudice afin de justifier une qualification du préjudice en fonction de l'atteinte première. Le préjudice est une répercussion juridique du dommage. Le préjudice relève du droit, tandis que le dommage relève des faits. Mais puisque le législateur n'a pas modifié la substance du droit antérieur en matière de dommage en adoptant le nouveau Code civil, il y a une continuité entre la qualification du dommage sous l'ancien Code et la qualification du préjudice sous le nouveau Code. Par conséquent, la jurisprudence de l'ancien Code civil demeure pertinente aux fins du droit actuel.  
Dans l'arrêt Regent Taxi and Transport Co. c. Congrégation des Petits Frères de Marie rendu sous l'ancien Code, la Cour suprême du Canada a qualifié le dommage en fonction de la cause d'action. Malgré les changements législatifs et les changements terminologiques, les principes de l'arrêt Regent Taxi demeurent au cœur de la conception du dommage en droit québécois. Le dommage se comprend sous une conception causaliste, il implique de rechercher dans les faits la nature de l'atteinte initiale. Et cette démarche de qualification du dommage est maintenue malgré l'utilisation du terme préjudice dans le nouveau Code civil. Par exemple, en vertu de l'art. 1457 C.c.Q., on dira d'une personne blessée dans un incendie qu'elle a subi un préjudice corporel et qu'elle peut réclamer les pertes pécuniaires et les pertes non pécuniaires découlant du préjudice corporel, en raison du principe de la réparation intégrale du préjudice. De façon analogue, une victime de diffamation subit un préjudice moral et par conséquent, elle peut réclamer les pertes pécuniaires et les pertes non pécuniaires découlant de ce préjudice. Dans l'arrêt Cinar Corporation c. Robinson, la Cour suprême du Canada a appliqué cette démarche de qualification du dommage en fonction de la source afin de déterminer que le dessinateur Claude Robinson a subi un préjudice matériel plutôt qu'un préjudice corporel.